# Albrecht Mertz von Quirnheim

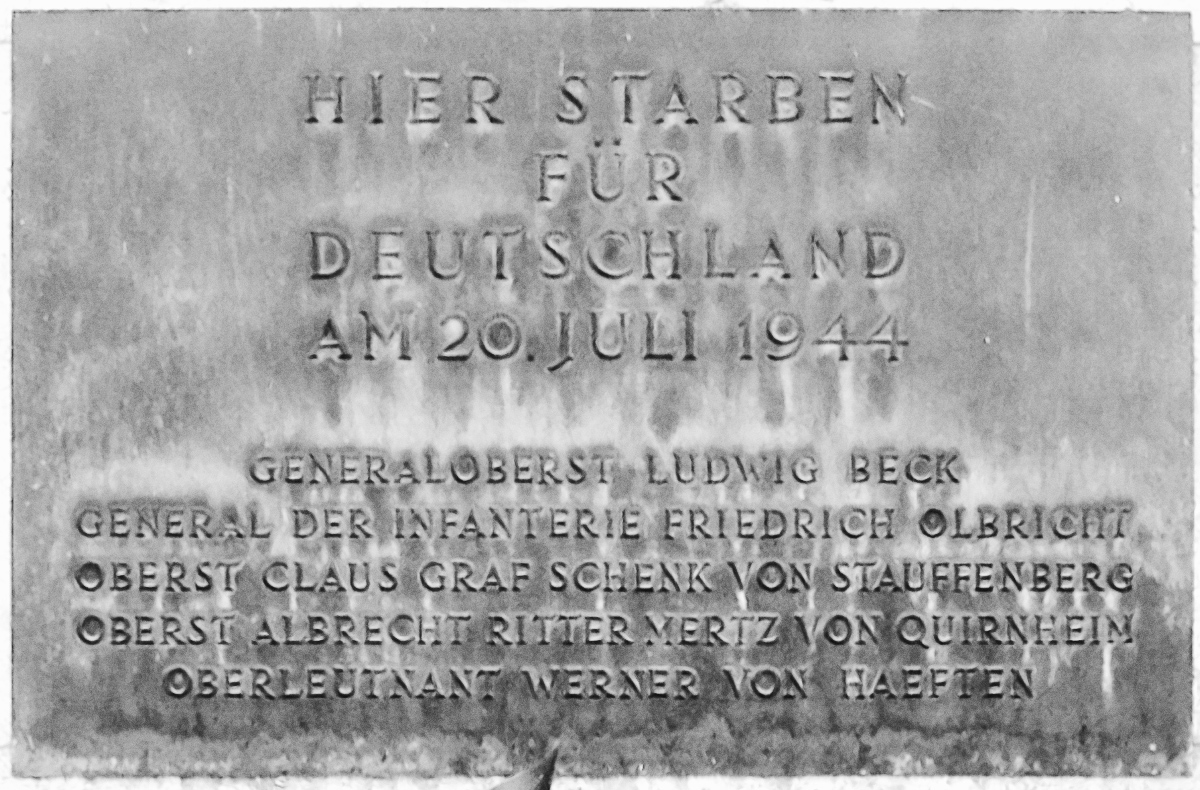
pamětní deska v Berlíně

Albrecht rytíř Mertz von Quirnheim (25. březen 1905 Mnichov – 21. červenec 1944 Berlín) byl německý důstojník a účastník odboje v nacistickém Německu, účastník spiknutí Operace Valkýra proti Adolfu Hitlerovi.